# TV1000 Russkoe Kino
TV1000 Russkoe Kino (cunoscut și sub numele de TV1000 Russian Kino, ТВ1000 Русское Кино) este un canal de televiziune care difuzează filme în limba rusă deținute de Viasat World Ltd. Canalul este disponibil în Rusia și în Comunitatea Statelor Independente.
Canalul a fost lansat la 1 octombrie 2005 în țările baltice, Rusia, Ucraina și alte state CSI, difuzând atât de pe platforma Viasat din țările baltice, cât și de sistemele de cablu din regiune. A fost al cincilea canal cu plată de la Viasat din regiune după TV1000 East, Viasat Explorer, Viasat History și Viasat Sport.
În toamna anului 2008, canalul a fost adăugat la „Russian Mega Pack” de pe rețeaua DISH din Statele Unite. Începând din 2018, nu mai este disponibil pe Dish.
În 2009, canalul a devenit disponibil prin Time Warner Cable (Now Spectrum) în regiunea New York City și în zona de sud a Californiei, inclusiv Los Angeles. Ulterior, a fost lansat pe cablul Xfinity în 2012.